# Мокрое (Ровненская область)
Мокрое (укр. Мокре) — село в Мирогощанской сельской общине Дубенского района Ровненской области Украины.
Население по данным 2025 года составляет 68 человек. Население по переписи 2001 года составляло 288 человек. Почтовый индекс — 35623. Телефонный код — 3656. Код КОАТУУ — 5621684209.